# حويصلة مغايرة

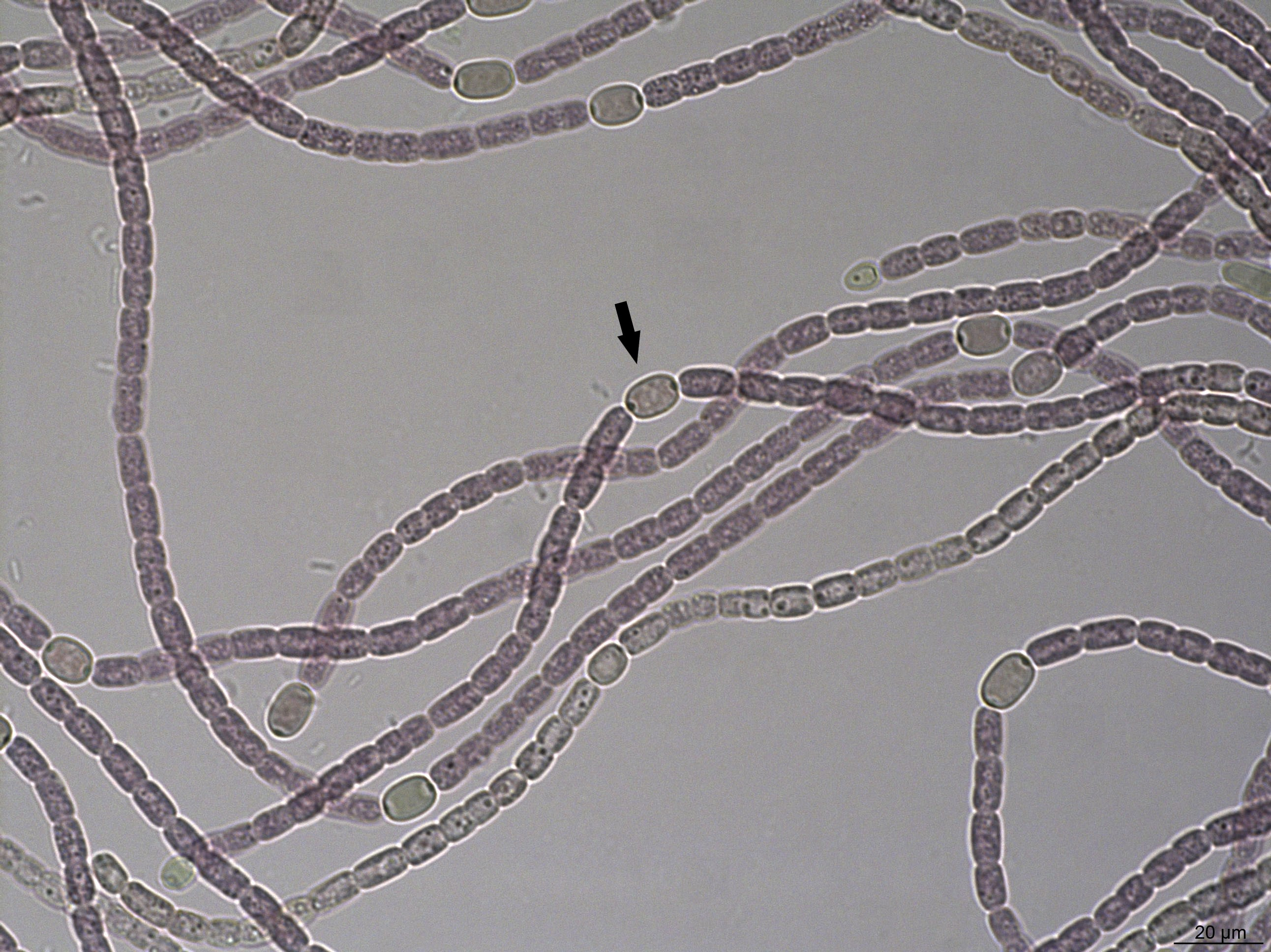

الحويصلة المغايرة أو كييس متغاير أو هتيروسست (بالإنجليزية: heterocyst )‏ وهي حوصيلة توجد ضمن البكتيريا الخضراء المزرقة، أي (البكتيريا الزرقاء)، وهي متغايرة لأنها أكبر من الخلايا الخضرية التي تحتويها البكتيريا الزرقاء كما أن الحويصلة النتغايرة تقع بين تلك الخلايا الخضرية، ووظيفتها انها تعمل على تثبيت النيتروجين.